# Greatest Hits, Classic Remixes and Music Videos
Greatest Hits 2009 – składanka szwedzkiego zespołu Ace Of Base wydana w 2008 roku zawierająca największe przeboje i teledyski oraz remix Wheel of Fortune 2009.
Greatest Hits, Classic Remixes and Music Videos, jest albumem wydanym przez Szwedzki zespół Ace Of Base. Został wydany przez wytwórnię Playground Music 14 Listopada 2008, i jest ostatnim albumem zespołu wydanym w tej wytwórni zgodnie kontraktem na 5 oryginalnych albumów. 2CD+DVD zestaw ten zawiera 16 ich hitów, 13 klasycznych remixów oraz ich wszystkie 17 teledysków łącznie z Travel to Romantis. CD zawiera również 2 nowe wersje piosenek: Wheel of Fortune 2009 i Don’t Turn Around 2009, podczas wydania płyt na świecie w serwisie iTunes dodano jeszcze wersję Lucky Love 2009.

## Traklista
GREATEST HITS CD
1. The Sign
2. All That She Wants
3. Wheel of Fortune
4. Lucky Love
5. Beautiful Life
6. Happy Nation
7. Life Is a Flower
8. Don’t Turn Around
9. Hallo Hallo
10. Always Have Always Will
11. Cruel Summer (Big Bonus Mix)
12. Unspeakable
13. C’est la vie (Always 21)
14. Living in Danger
15. Beautiful Morning
16. Da Capo

CLASSIC REMIXES CD
1. Wheel of Fortune 2009 – 3:46
2. Don’t Turn Around 2009 – 3:06
3. The Sign – The Remix – 5.42
4. Cruel Summer – Soul Poets House Bust – 3:46
5. Never Gonna Say I’m Sorry – Sweetbox Funky Mix – 6:47
6. Life Is A Flower – Soul Poets Night Club Mix – 5:14
7. All That She Wants – Madness Version – 3:30
8. Lucky Love – Raggasol version – 2:53
9. Travel To Romantis – Love To Infinity Master Mix – 7:22
10. C’est la vie (Always 21) – Remix
11. Happy Nation – Moody Gold Mix – 4:02
12. Hallo Hallo – Dub – 6:04
13. Living In Danger – D-House Mix – Short Version – 4:05
14. Beautiful Life – Lenny B’s House Of Joy Club Mix – 6:57
15. Megamix – Long Version – 7.19

### iTunes Traklista
Greatest Hits
1. Lucky Love 2009
2. The Sign
3. All That She Wants
4. Wheel of Fortune
5. Lucky Love
6. Beautiful Life
7. Happy Nation
8. Life Is a Flower
9. Don’t Turn Around
10. Hallo Hallo
11. Always Have Always Will
12. Cruel Summer (Big Bonus Mix)
13. Unspeakable
14. C’est la vie (Always 21)
15. Living in Danger
16. Beautiful Morning
17. Da Capo
18. Whenever You’re Near Me
19. Everytime It Rains
20. Love In December

Classic Remixes (Bonus Track Edition)
1. Wheel of Fortune 2009 – 3:46
2. Don’t Turn Around 2009 – 3:06
3. The Sign – The Remix – 5.42
4. Cruel Summer – Soul Poets House Bust – 3:46
5. Never Gonna Say I’m Sorry – Sweetbox Funky Mix – 6:47
6. Life Is A Flower – Soul Poets Night Club Mix – 5:14
7. All That She Wants – Madness Version – 3:30
8. Lucky Love – Raggasol version – 2:53
9. Travel To Romantis – Love To Infinity Master Mix – 7:22
10. C’est la vie (Always 21) – Remix
11. Happy Nation – Moody Gold Mix – 4:02
12. Hallo Hallo – Dub – 6:04
13. Living In Danger – D-House Mix – Short Version – 4:05
14. Beautiful Life – Lenny B’s House Of Joy Club Mix – 6:57
15. Megamix – Long Version – 7.19
16. Don’t Turn Around – 7" Aswad Mix – 4:23
17. Wheel of Fortune – Clubmix – 4:39

Classic Remixes Extended
1. The Sign – Ultimix – 6:48
2. The Sign – Dub Version – 5:08
3. All That She Wants – 12" Version – 6:46
4. Lucky Love – Frankie Knuckles Classic Club Mix – 7:23
5. Lucky Love – Amadin Remix – 5:43
6. Lucky Love – Armand's British Nites Remix – 11:22
7. Lucky Love – Vission Lorimer Funkdified Mix – 6:04
8. Lucky Love – Lenny B’s Club Mix – 7:09
9. Happy Nation – Gold Zone Club Mix – 5:41
10. Everytime It Rains – Soul Poets Club Mix – 4:22
11. Life is a Flower – Absolom Short Edit – 5:19
12. Life is a Flower – Milk Long Edit – 5:14
13. Life is a Flower – Sweetbox Mix 1 – 6:16
14. Wheel of Fortune – 12" Mix – 5:27
15. Hallo Hallo – Hitvision Radio Edit – 3:06
16. Hallo Hallo – Dub – 4:46
17. Beautiful Life – Junior's Circuit Bump Mix – 8:20
18. Beautiful Life – Vission Lorimer Club Mix – 7:01
19. Beautiful Life – Uno Clio Mix – 8:23
20. Never Gonna Say I’m Sorry – Lenny B’s Club Mix – 8:25
21. Never Gonna Say I’m Sorry – Lenny B’s Organ-ic House Mix – 7:15
22. Don’t Turn Around – Turned Out Eurodub – 7:26
23. Don’t Turn Around – Groove Mix Extended – 5:19
24. Cruel Summer – Cutfather & Joe Mix – 3:341
25. Cruel Summer – Hartmann & Langhoff Short Mix – 3:21
26. Cruel Summer – KLM Club Mix – 10:29
27. Cruel Summer – Hani Num Club Mix – 8:13
28. Cruel Summer – Blazin’ Rhythm Remix – 3:21
29. Whenever You’re Near Me – Strobe's Radio Remix – 3:23
30. Whenever You’re Near Me – Strobe's Lollipop Mix – 3:27
31. Whenever You’re Near Me – Nikolas & Sibley Dance Mix – 8:55
32. Living In Danger – Old School Mix – 4:49
33. Living In Danger – Principle Mix – 8:53
34. Living In Danger – Buddha Mix – 3:38
35. Beautiful Morning – Spanish Fly Radio Edit – 2:57
36. Beautiful Morning – Groove Radio Edit – 2:47
37. Unspeakable – Junk&Function/M12 Club Mix – 3:05
38. Unspeakable – Fairlite Radio Mix – 3:18
39. Unspeakable – Filur Radio Mix – 3:28
40. Travel to Romantis – Josef Larossi Mix – 5:35
41. Travel to Romantis – Love to Infinity Mix – 7:22
42. Travel To Romantis – Wolf Mix – 4:03
43. Never Gonna Say I’m Sorry – Long Version – 6:34
44. Never Gonna Say I’m Sorry – Rock Version – 4:02

1Cruel Summer – Cutfather & Joe Mix is the album version of the song